# Boiler Bay State Scenic Viewpoint
Der Boiler Bay State Scenic Viewpoint ist ein State Park im Lincoln County im US-Bundesstaat Oregon. Der 13 ha große Aussichtspunkt liegt am Highway 101 unmittelbar nördlich von Depoe Bay. Die Klippe über einer heftig umbrandeten Bucht aus Basaltfelsen bietet einen lohnenden Aussichtspunkt, um Grauwale auf ihren Wanderungen zu beobachten. Der Punkt gilt außerdem als einer der besten Punkte an der Küste Oregons, um Meeresvögel wie  Sturmtaucher, Seetaucher, Raubmöwen, Albatrosse, Lappentaucher, Pelikane, Austernfischer und Alkenvögel zu beobachten. Ein kurzer, steiler Weg führt zu mehreren Gezeitentümpeln. Der Besuch des Parks ist gebührenfrei.
Früher wurde die Bucht nach einer Siedlerfamilie Briggs Landing genannt. Ihr heutiger Name stammt von einem Dampfkessel, der bei Ebbe in einer schmalen Einbuchtung sichtbar ist und von dem am 18. Mai 1910 nach einer Explosion in der Bucht gesunkenen Dampfer J. Marhoffer stammt.